# Jan Stanisław Jabłonowski (kanclerz)

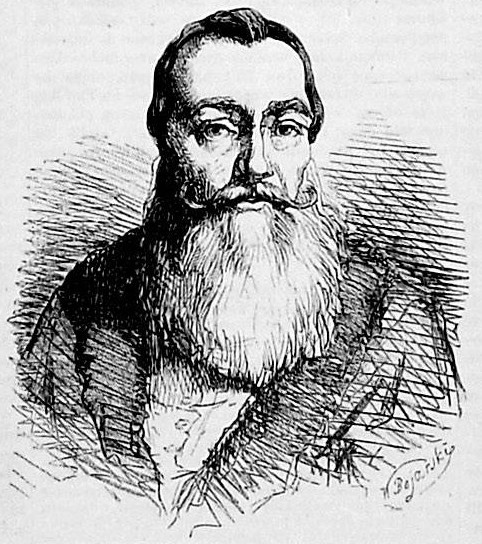
Jan S. Jabłonowski

Jan Stanisław Jabłonowski herbu Prus III (ur. 1669, zm. 28 kwietnia 1731 we Lwowie) – chorąży wielki koronny od 1687, wojewoda wołyński od 1693, wojewoda ruski od 1697, kanclerz wielki koronny w latach 1706–1709, generał ziem ruskich, starosta mościcki, pisarz polityczny i poeta, kawaler (hiszpańskiego) orderu Złotego Runa.
Jako senator wziął udział w sejmach 1696, 1697 (I), 1697 (II).

## Rodzina
Był synem wojewody ruskiego Stanisława Jana Jabłonowskiego i Marianny z Kazanowskich herbu Grzymała. Ożenił się z Joanną Marią de Béthune, córką Franciszka Gastona de Béthune, siostrzenicą królowej Marii Kazimiery. U schyłku XVII wieku należał do najbliższego otoczenia króla Jana III Sobieskiego.

## Działalność
Został wychowany przez jezuitów we Lwowie i w Pradze. Po studiach w latach 1685–1687 wyjechał razem z bratem w podróż po Europie Zachodniej. Najdłużej przebywali w Paryżu, gdzie w 1686 ogłosili rozprawę matematyczną.  W 1687 został chorążym wielkim koronnym; w 1693 r. wojewodą wołyńskim, a w 1697 r. ruskim. W latach 1706–1709 kanclerz wielki koronny.
W latach 80. i 90. przy boku ojca brał udział w wojnach z Turcją i Tatarami.
Poseł sejmiku halickiego na sejm 1690 roku, sejm zwyczajny 1692/1693 roku, poseł sejmiku wiszeńskiego na sejm nadzwyczajny 1693 roku.
Był członkiem konfederacji sandomierskiej 1704 roku.  W czasie III wojny północnej, po detronizacji Augusta II w 1704 roku, był wysuwany do tronu. Stanisław Leszczyński mianował go kanclerzem wielkim koronnym (lata 1706–1709).
Przebywał ponad rok w Saksonii, dłuższy czas w Wielkopolsce i na Litwie.
W walkach o tron między Augustem II Mocnym, a Stanisławem Leszczyńskim wystąpił początkowo po stronie Augusta, lecz już w roku 1706, po detronizacji Augusta II, przechodzi do obozu  Stanisława Leszczyńskiego, który mianował go kanclerzem wielkim koronnym (lata 1706–1709).
Po upadku Leszczyńskiego, nadal prowadził akcję na rzecz jego, albo Franciszka Rakoczego – jako kandydata do tronu polskiego. Był uczestnikiem Walnej Rady Warszawskiej 1710 roku.
W 1713 przygotowywał spisek detronizacyjny Augusta II. Przy pomocy interwencji Turcji i Tatarów zamierzał przywrócić władzę króla Stanisława Leszczyńskiego. 7 sierpnia 1713 został aresztowany i osadzony w saskiej twierdzy Königstein, gdzie przebywał do 1716. W 1717 Sejm niemy przywrócił mu wolność i urzędy, Jabłonowski wycofał się jednak zupełnie z życia politycznego i oddał się praktykom religijnym oraz literaturze dewocyjnej. Okres ten okazał się bardzo płodny dla niego jako dla literata. Jednak po upływie pewnego czasu pozostawał w kręgu dworu Augusta II, nie przerywając swoich kontaktów ze Stanisławem Leszczyńskim. Odznaczony Orderem Orła Białego.

## Działalność fundacyjna
Jan Stanisław był aktywny na polu fundacji artystycznych, przygotowując własnoręcznie projekty i inwencje. Przebudował w latach 1718–1730 pałac we Lwowie, zamek w Podkamieniu koło Rohatyna oraz zamek w Mariampolu, gdzie zgromadził pokaźną kolekcę malarstwa. Fundował kościół bernardyński we Fradze, kościoły parafialne w Podkamieniu i Mariampolu. Wystawił okazały pomnik swemu ojcu w kościele jeziuitów lwowskich.

## Twórczość
Był pisarzem politycznym i religijnym oraz przeciwnikiem Augusta II Mocnego. Do jego szerzej znanych utworów należą Skrupuł bez skrupułu (1730, piąte wyd. 1779, przedruk. 1858), uważany za prekursorski względem myśli politycznej oświeceniowej oraz Ezop nowy polski (1731, wyd. trzecie 1767), zawierający w sobie zbiór bajek pt. Sto i oko bajek, dość popularny w XVIII wieku (wyd. 1731). Sparafrazował też  Telemacha (1726) Fénelon'a. Pozostawił po sobie dwa rękopiśmienne pamiętniki. Pierwszy to Pamiętnik (wyd. przez Bielowskiego w 1862) bliżej kreślący obraz stosunków politycznych po śmierci Jana III Sobieskiego i w początkach rządów Augusta II. Pozostał po nim prywatny diariusz, wydany w połowie XIX wieku jako Dziennik (wyd. przez Chomętowskiego w 1865). Jego druga część, niewydana, a obejmująca lata 1718–1725, spoczywa w zbiorach Biblioteki Narodowej. Przypisuje mu się także diariusz wydarzeń, związanych z elekcją Augusta II. Pośród pisarzy polskich XVIII wieku lokuje się Jabłonowski z wielu względów na pograniczu schyłkowego baroku i oświecenia.
- Zapiski za lata 1718–1725, rękopis[8].
- Oratio ... ad Regem Poloniae Augustum II novissime electum habita die 13 Julii. Kraków, 1697.
- Mowa na pogrzebie Krystyny z Lubomirskich Potockiej, 1699 die 9 novembris. Zamość.
- Zabawa chrześcijańska. Lwów, 1700.
- Myśli i refleksje pewnego penitenta. Warszawa, 1714.
- Historia obrazu N. P. Marii w kościele W.W. O.O. bernardynów w Sokalu. Lwów, 1724.
- Ezop nowy polski ... sto i oko bajek. Lipsk 1731.
- Skrupuł bez skrupułu w Polszcze albo oświecenie grzechów narodowi naszemu polskiemu przez pewnego Polaka temiż grzechami grzesznego, ale żałującego, na poprawę swoją i ludzką. b.m., 1741; Supraśl, 1750; Lwów, 1776; wyd. 5 b.m., 1779; wyd. K.J. Turowski. Kraków, 1858.
- Diariusz prawdziwy.W: L. Rogalski: Dzieje Jana II Sobieskiego. Warszawa, 1847.
- Pamiętnik. Z autografu wyd. A. Bielowski. Lwów, 1862.

## Przekłady i przeróbki
- Polityka włoska i polska albo przysłowia włoskie po włoski zebrane i na polski jezyk przetłumaczone, polskimi ... przysłowiami przyczynione ...W Königsteinie anno 1715. Przedmowe i wyciągi wyd. K. W. Wójcicki: Przysłowia narodowe. Warszawa, 1830.
- Justynian Wincenty Antyst: Traktat o Niepokalanym Poczęciu Najświętszej Panny Marii skomponowany po hiszpański przez ... Przełożony z franc. ... w Königsteinie roku 1716. Braniewo, 1722.
- Historia Telemaka. Sandomierz, 1726.

## W literaturze
Jan Stanisław Jabłonowski występuje w powieści Józefa Ignacego Kraszewskiego, pod tytułem Za Sasów, jako zatroskany o losy ojczyzny filozof.